# Bukovany (powiat Przybram)
Bukovany – wieś i gmina w Czechach, w powiecie Przybram, w kraju środkowoczeskim. 1 stycznia 2014 liczyła 85 mieszkańców.